# Graphogonalia vicina
Graphogonalia vicina är en insektsart som beskrevs av Young 1977. Graphogonalia vicina ingår i släktet Graphogonalia och familjen dvärgstritar. Inga underarter finns listade i Catalogue of Life.